# Macrorhynchia asymmetrica
Macrorhynchia asymmetrica is een hydroïdpoliep uit de familie Aglaopheniidae. De poliep komt uit het geslacht Macrorhynchia. Macrorhynchia asymmetrica werd in 2009 voor het eerst wetenschappelijk beschreven door Di Camillo, Puce & Bavestrello. 